# SAP25
SAP25 (англ. Sin3A associated protein 25) – білок, який кодується однойменним геном, розташованим у людей на 7-й хромосомі. Довжина поліпептидного ланцюга білка становить 199 амінокислот, а молекулярна маса — 20 873.
| 10         |  | 20         |  | 30         |  | 40         |  | 50         |
| ---------- |  | ---------- |  | ---------- |  | ---------- |  | ---------- |
| MTPLAPWDPK |  | YEAKAGPRPV |  | WGANCSSGAS |  | FSGRTLCHPS |  | FWPLYEAASG |
| RGLRPVAPAT |  | GHWNGQQAPP |  | DAGFPVVCCE |  | DVFLSDPLLP |  | RGQRVPLYLS |
| KAPQQMMGSL |  | KLLPPPPIMS |  | ARVLPRPSPS |  | RGPSTAWLSG |  | PELIALTGLL |
| QMSQGEPRPS |  | SSAVGPPDHT |  | SDPPSPCGSP |  | SSSQGADLSL |  | PQTPDTHCP  |

A: Аланін

C: Цистеїн

D: Аспарагінова кислота

E: Глутамінова кислота

F: Фенілаланін

G: Гліцин

H: Гістидин

I: Ізолейцин

K: Лізин

L: Лейцин

M: Метіонін

N: Аспарагін

P: Пролін

Q: Глутамін

R: Аргінін

S: Серин

T: Треонін

V: Валін

W: Триптофан

Кодований геном білок за функцією належить до репресорів. 
Задіяний у таких біологічних процесах, як транскрипція, регуляція транскрипції. 
Локалізований у цитоплазмі, ядрі.